# Erik Malmström
Erik Gustav Malmström, född 6 mars 1910 i Folkärna församling, Kopparbergs län, död 22 april 1992 i Gävle, var en svensk musikdirektör.
Malmström, som var son till disponent Ivar Malmström och Karin Jonsson, avlade högre organistexamen 1933, högre kantors- och musiklärarexamen vid Kungliga Musikhögskolan i Stockholm 1935. Han var musiklärare vid Avesta samrealskola 1936–1944, vid Hedemora samrealskola 1937–1942, vid högre allmänna läroverket i Luleå 1944–1945, vid högre allmänna läroverket i Ystad 1945–1947, vid Linköpings folkskoleseminarium 1947–1949 och ordinarie musiklärare vid Gävle folkskoleseminarium från 1949. Han tilldelades Per Adolf Bergs jetong.